# La paz empieza nunca
La paz empieza nunca es una película española de 1960 dirigida por León Klimovsky y protagonizada por Adolfo Marsillach, Concha Velasco y Carmen de Lirio.

## Resumen
Está inspirada en la obra homónima del escritor y periodista Emilio Romero. Durante la guerra civil española. un hombre llamado López (Adolfo Marsillach) casi muere fusilado por sus ideas falangistas. Al terminar la guerra, un camarada lo anima a unirse a una operación y López, a pesar de haber formado una familia, utiliza su relación con su antigua amante para infiltrarse en un grupo republicano y poder acabar con sus actividades.
El guion destaca por evitar presentar a un bando como malvado y al otro como bueno, consiguiendo una ambigüedad muy poco presente en films posteriores.

## Reparto
- Adolfo Marsillach es López.
- Concha Velasco es Paula.
- Carmen de Lirio es Pura.
- Carlos Casaravilla es Dóriga.
- Kanda Jaque es Carmina.
- Antonio Casas es Pedro.
- Jesús Puente es Mencia.
- Mario Berriatúa es Jorge.
- José Manuel Martín.
- Arturo López.
- Mara Laso es Concha.
- Emilio Rodríguez.
- José Villasante.